# الدورة السابعة للبرلمان الأوروبي
بدأت الدورة السابعة للبرلمان الأوروبي في انتخابات عام 2009 واستمرت حتى انتخابات 2014.